# Sandbakken
Sandbakken (norwegisch für Sandiger Hang) ist ein Moränengebiet im ostantarktischen Königin-Maud-Land. Im Wohlthatmassiv liegt dieses Gebiet 3 km nordwestlich der Grauen Hörner auf der Westseite der Westlichen Petermannkette.
Luftaufnahmen der Deutschen Antarktischen Expedition 1938/39 unter der Leitung des Polarforschers Alfred Ritscher dienten einer ersten Kartierung. Norwegische Kartographen, die das Gebiet auch deskriptiv benannten, kartierten es anhand von Vermessungen und Luftaufnahmen der Dritten Norwegischen Antarktisexpedition (1956–1960).